# On the Lazy Line
On the Lazy Line è un cortometraggio muto del 1914 diretto da C. Jay Williams.

## Trama
Una coppia deve pagare entro le sei del pomeriggio un mutuo, altrimenti la madre della moglie perderà la casa. I due pensano che la cosa più sicura per arrivare in tempo all'appuntamento sia prendere il treno. Ma la Lazy Line, la linea ferroviaria, è gestita da due incompetenti e ritardi di varia natura ostacolano il viaggio.

## Produzione
Il film fu prodotto dalla Edison Company.

## Distribuzione
Distribuito dalla General Film Company, il film - un cortometraggio in una bobina - uscì nelle sale cinematografiche statunitensi il 31 gennaio 1914.